# Кипрское королевство
Ки́прское королевство (лат. Regnum Cypri, фр. Royaume de Chypre, греч. Βασίλειο της Κύπρου, арм. Կիպրոսի թագավորություն) — государство крестоносцев, созданное Лузиньянами на Кипре во время Третьего крестового похода в 1184 году и просуществовавшее до 1489 года.

## Возникновение и первые правители
В 1184 году на Кипре, который до этого момента входил в состав Византийской империи, захватил власть двоюродный брат императора Андроника Комнина — Исаак.
В 1191 году Кипр был завоёван Ричардом I Львиное Сердце, королём Англии. Ричард продал Кипр ордену тамплиеров за 100 тысяч безантов, затем, после того как киприоты восстали против тамплиерского правления, в 1192 году выкупил остров обратно и перепродал бывшему иерусалимскому королю Ги де Лузиньяну, ставшему в результате первым сеньором Кипра.
Умершему в 1194 году Ги (Гвидо) наследовал его старший брат Амори (Амальрих), который в 1195 году признал над собой сюзеренитет Священной Римской империи и взамен получил от императора Генриха VI титул короля Кипра. 22 сентября 1197 года в Никосии прошла торжественная коронация первого короля Кипра Амори I.

## Годы расцвета
На пике лузиньянского правления в XIII веке Кипр пережил бурный экономический расцвет, став своего рода центром торговли и культуры восточного Средиземноморья. На остров устремились многочисленные переселенцы самых разных национальностей со всех концов Европы и Леванта, а его население достигло полумиллиона человек. Одной из важнейших статей экономики было виноделие: кипрское вино коммандария активно экспортировалось ко дворам западноевропейских монархов.
К началу XIV века на острове оформился синтез греческой и французской культур. На острове даже сложился свой диалект старофранцузского языка, который местные греки записывали греческим алфавитом и который в Леванте распознавали как киприотский французский по особому характерному акценту. Бертрандон де ла Брокьер, путешествовавший по османской Анатолии в 1432 году отметил, что встреченные им греки-киприоты заявили ему на сносном французском, что «даже если у того было бы 200 жизней, у него вряд ли останется хотя бы одна, пока он дойдёт до Константинополя». Кипрский диалект греческого языка в этот период испытал на себе сильное лексическое влияние старофранцузского, но сумел при этом успешно адаптировать новую волну заимствований, сохранившихся и после исчезновения в последующие века франкоговорящих киприотов.
Династия Лузиньянов прервалась в мужском колене в 1267 году. Тогда престол перешёл к представителю антиохийского княжеского дома Гуго III — сыну Изабеллы де Лузиньян (сестра короля Генриха I) и Генриха Антиохийского (сын князя Боэмунда IV). Наивысшего политического и экономического могущества Кипрское королевство достигло в период правления короля Гуго IV (1324—1358), власть которого распространялась не только на Кипр, но и на часть территории Антальи.

## Годы упадка
Захват мусульманами континентальных владений латинского востока в 1291 году и кипро-генуэзская война первой четверти XIV века создали условия для постепенной маргинализации экономики лузиньянского Кипра. В результате эпидемий, миграционного оттока и набегов мусульманских пиратов население острова к концу XIV века сократилось в пять раз — до 100 тыс. жителей. В течение 1347—1348 гг. все греческие земли охватила чума. «Кипрская хроника», которую создал при дворе кипрского короля Леонтий Махера, содержит сообщение о том, что в 1348 году «за грехи Господь послал мор, который унёс половину населения островa».
Новая кипро-генуэзская война 1373—1374 годов (последовавшая за убийством короля Петра I) настолько подорвала экономико-политическое положение королевства, что Кипр полностью лишился какого-либо влияния на внешнеполитической арене. Вдобавок к тому, что Кипрское королевство потеряло все свои материковые владения, король вынужден был передать генуэзцам главный кипрский торговый порт — Фамагусту. В результате вторжения мамлюков Кипрское королевство с 1426 года находилось в вассальной зависимости от египетского султана, которому оно обязано было выплачивать ежегодную дань в 8 000 дукатов.
Потомки Лузиньянов сохраняли престол до 1474 года. В 1473 году после смерти короля Якова II у него родился сын Яков III, но и он через год умер. С этого времени Кипр попал под власть Венецианской республики. Номинально королевой считалась вдова Якова II Катерина Корнаро, происходившая из знатного венецианского рода. Она завещала Кипр Венеции, которая в 1489 году официально включила остров в состав своих владений. Взамен бывшая королева получила владение округом Азоло в пределах венецианской террафермы. Прямое вторжение Венеции помогло ликвидировать вассальную зависимость Кипра от египетских султанов, установленную в 1426 году, но снять османскую угрозу Венеции было уже не под силу.

## Список королей Кипра

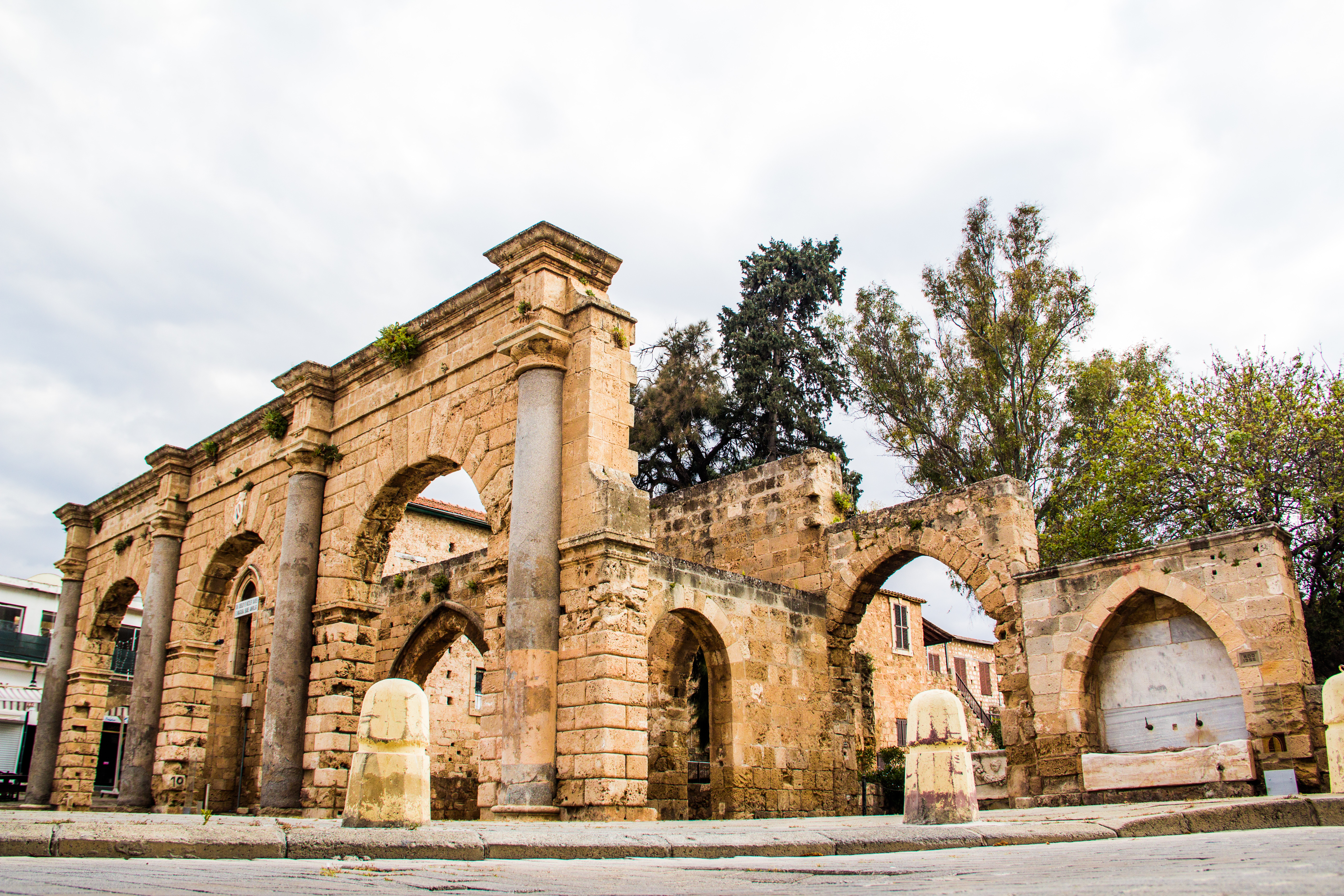
Руины королевского дворца в Фамагусте

- Амори I (1195—1205)
- Гуго I (1205—1218)
- Генрих I (1218—1253)
- Гуго II (1253—1267)
- Гуго III (1267—1284)
- Иоанн (Жан) I (1284—1285)
- Генрих II (1285—1306, 1310—1324)

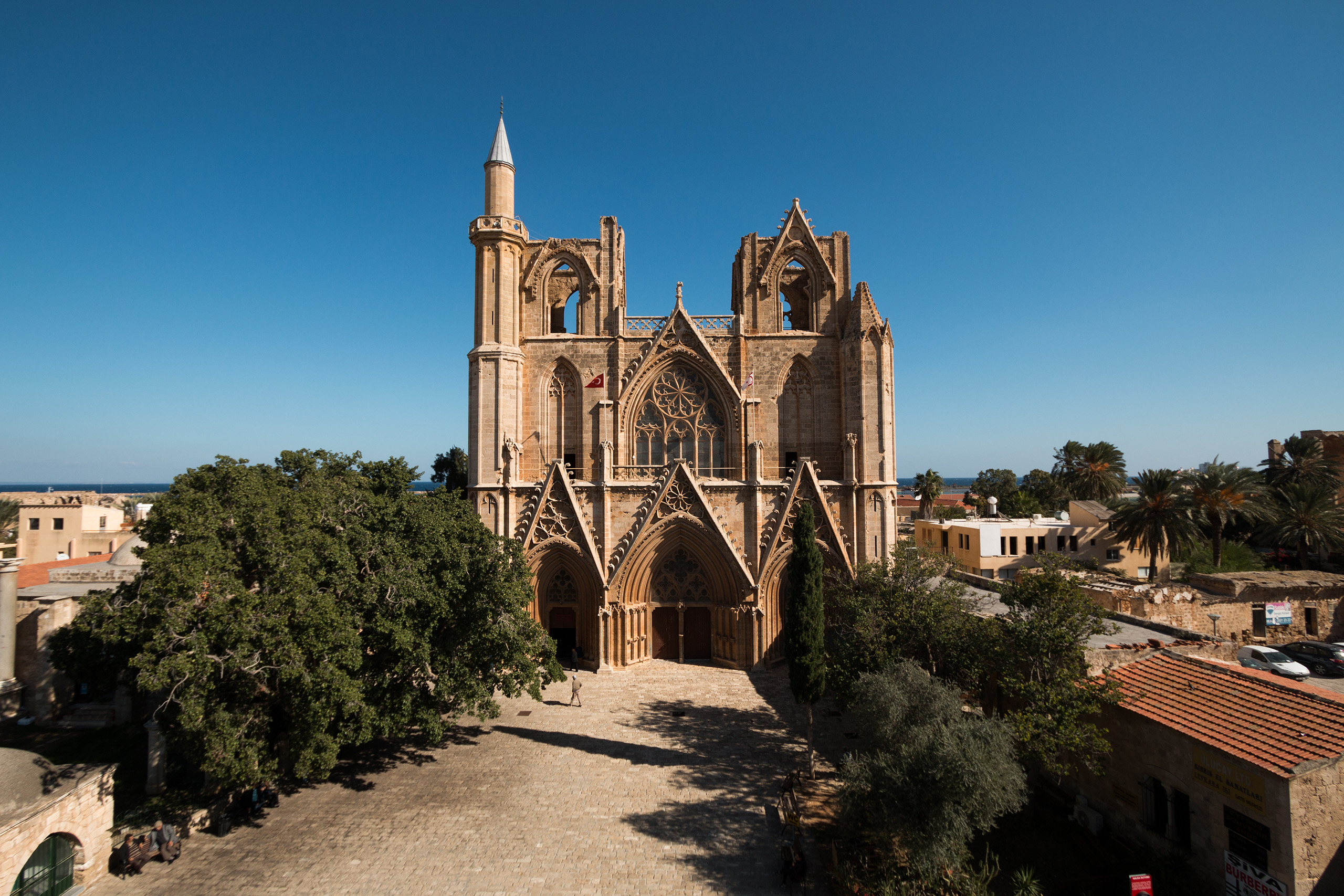
Готический собор Фамагусты, переделанный в мечеть

- Амори II Тирский, «правитель и ректор» в 1306—1310
- Гуго IV (1324—1359)
- Пётр (Пьер) I (1359—1369)
- Пётр (Пьер) II (1369—1382)
- Яков (Жак) I (1382—1398)
- Янус (1398—1432)
- Иоанн (Жан) II (1432—1458)
- Шарлотта (1458—1464, с 1459 совместно с мужем Людовиком Савойским)
- Яков (Жак) II Бастард (1464—1473)
- Яков (Жак) III, малолетний (1473—1474)
- Катерина Корнаро (1473—1489)